# Agama hispida
Agama hispida là một loài thằn lằn trong họ Agamidae. Loài này được Kaup mô tả khoa học đầu tiên năm 1827.

## Hình ảnh

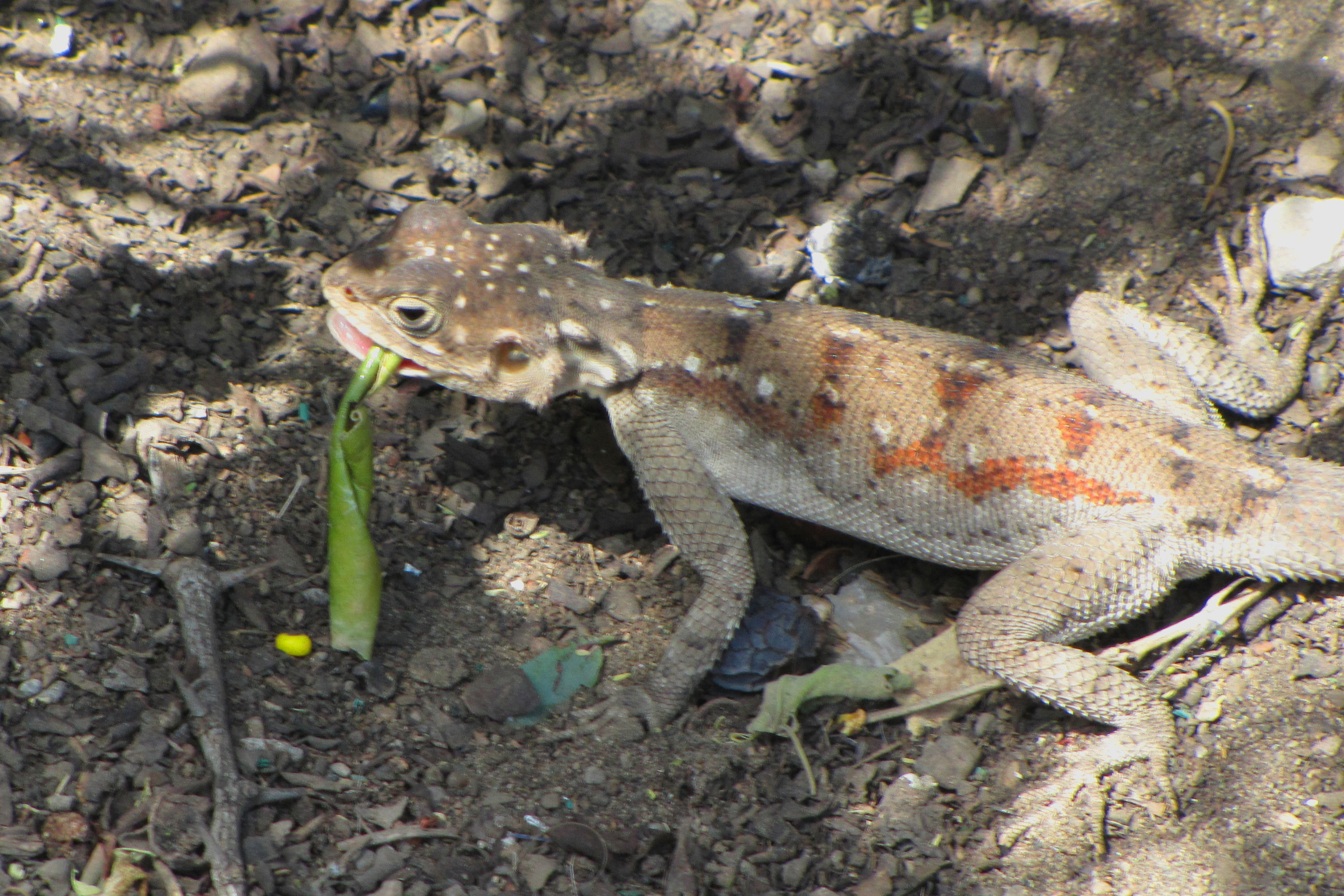
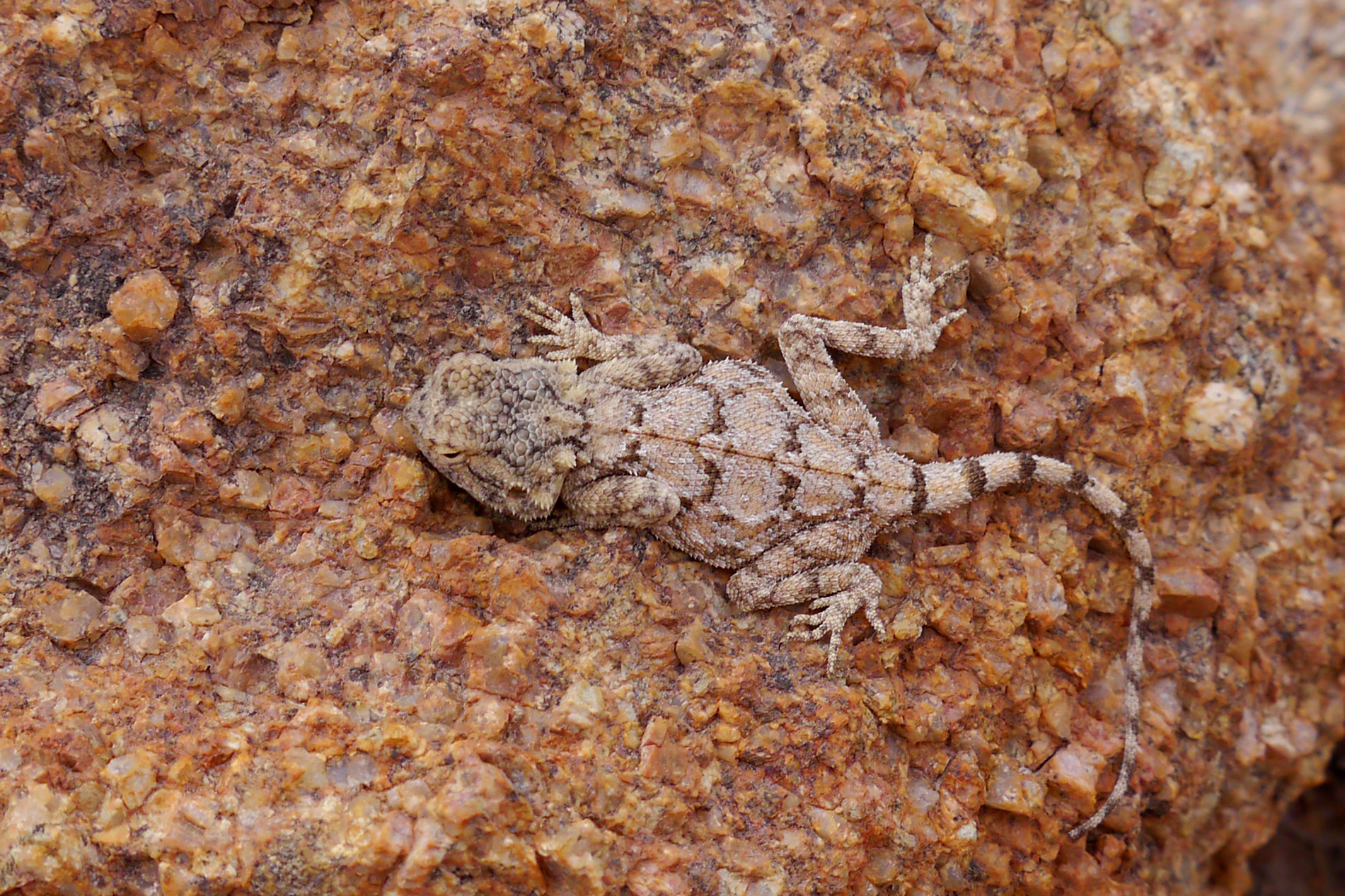
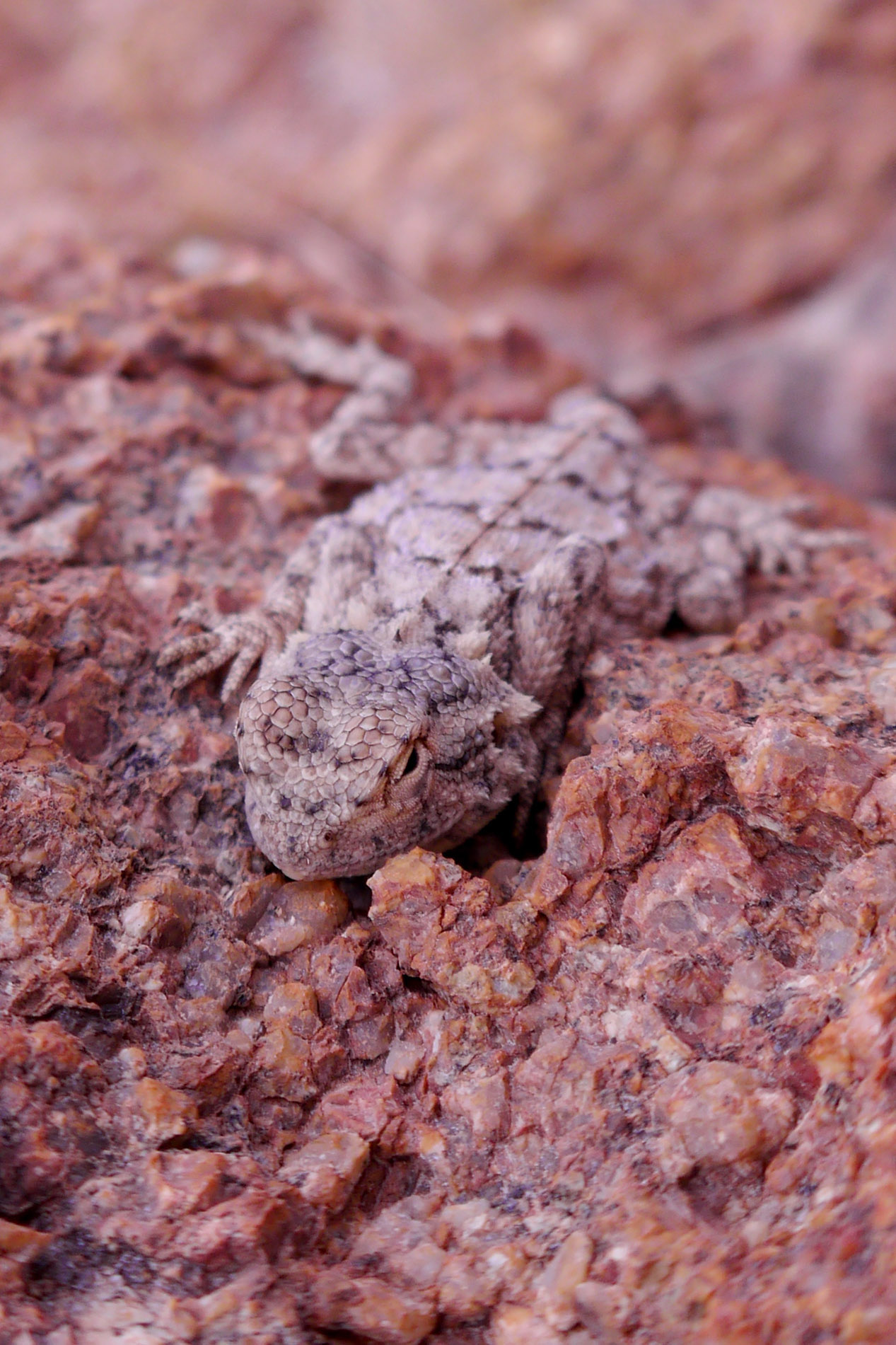
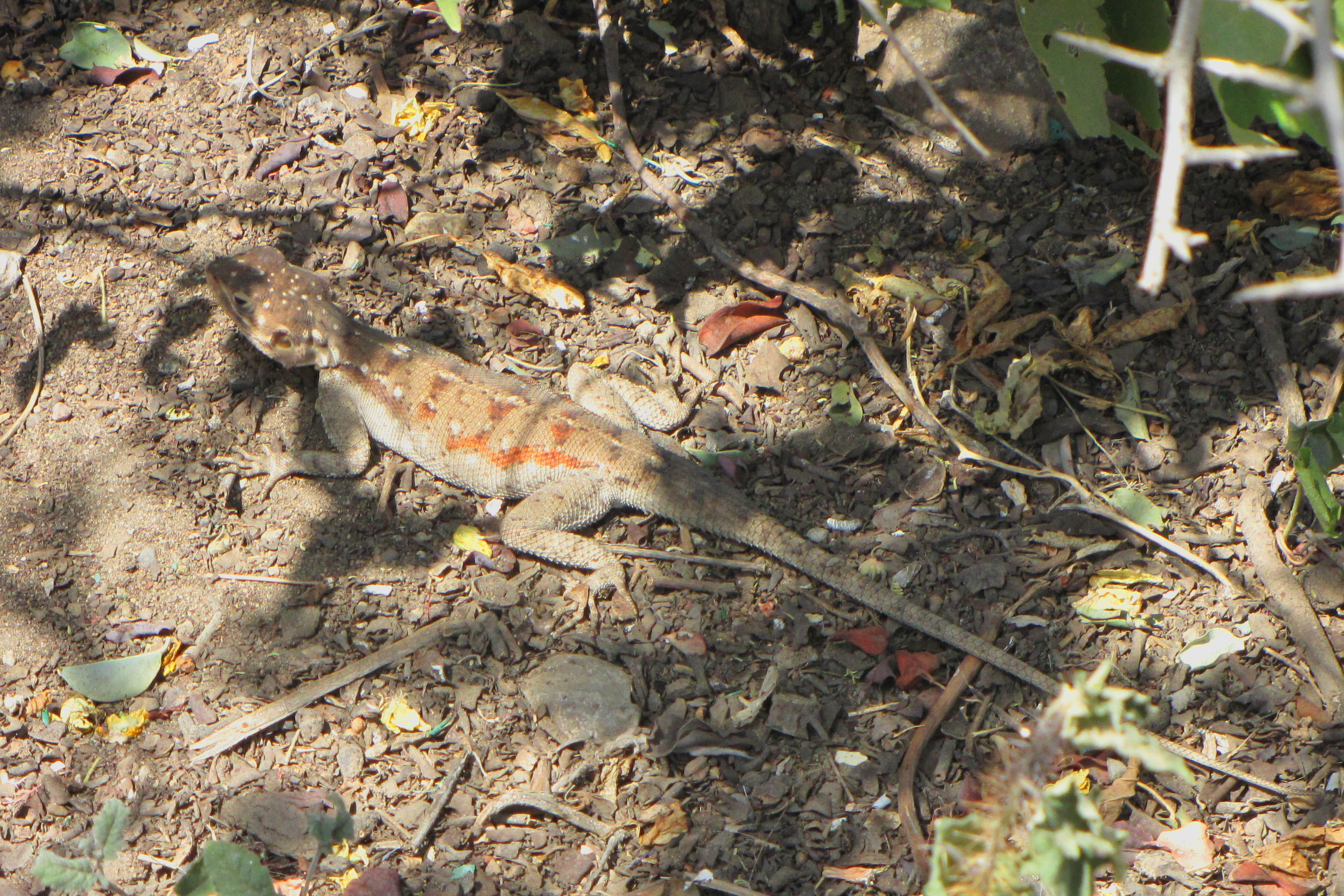